# بيلدن هيل
بيلدن هيل (بالإنجليزية: Belden Hill)‏ هو لاعب كرة قاعدة أمريكي، ولد في 24 أغسطس 1864 في كيواني في الولايات المتحدة، وتوفي في 22 أكتوبر 1934 في سيدار رابيدز في الولايات المتحدة.